# 侯爵饭店
36°03′48.8″N 120°18′55.2″E / 36.063556°N 120.315333°E
侯爵饭店（德語：Hotel Fürstenhof），又译“侯爵庭院饭店”，旧址位于中国山东省青岛市市南区广西路37号，西邻浙江路，建于1910年-1911年，德国建筑师李希德设计，现为青岛市公安局市南分局观海路派出所，为全国重点文物保护单位青岛德国建筑群的一部分。

## 历史
1910年，普绍尔啤酒餐厅（Restaurant zum Pschorrbräu）的经营者保罗·达克塞尔（Paul Dachsel）买下了海因里希亲王街（Prinz-Heinrich-Straße）与路易特波尔德街 （Luitpoldstraße）路口东北角一处闲置十年的地块，并在此建设了侯爵饭店，由建筑师李希德（Paul Friedrich Richter）设计，1911年11月7日开业。建成后的侯爵饭店具有优越的地理位置，从路易特波尔德街向南可眺望青岛湾景色，饭店内设有40间客房，被认为是仅次于海因里希亲王饭店的青岛第二大饭店。饭店开业后，达克塞尔在青岛、天津、上海、汉口等主要商埠城市的西文报纸上投放了广告，并卖掉了普绍尔啤酒餐厅，以将主要精力放在经营侯爵饭店上。1913年，达克塞尔之妻病故于青岛，达克塞尔无心继续经营饭店，遂将饭店交给他人经营，前往美国。
1914年11月日军占领青岛后，侯爵饭店旧址于1915年改为乙卯俱乐部，为日本陆军青岛守备军中参加过青岛战役的日本陆军军官的娱乐场所。1922年12月北洋政府收回青岛主权，该建筑改为胶澳商埠警察厅第一区警察署。1929年南京国民政府接收青岛后改称青岛市公安局（后改称青岛市警察局）市南分局。此后该楼长期为警察局所使用。1949年后仍为青岛市公安局市南分局所在地。2000年，该建筑列入第一批青岛市历史优秀建筑。2006年5月25日列入第六批全国重点文物保护单位青岛德国建筑群扩展名单。2018年，青岛市公安局市南分局迁出该楼，市南分局观海路派出所后来迁入该楼。

## 建筑
侯爵饭店旧址占地面积1463.07平方米，建筑面积1474.32平方米，砖石结构，地上2层附设阁楼，地下1层，楼高10余米。外立面为非对称布局，米黄色外墙以花岗岩粗石点缀，开有竖条窗，底部以花岗岩蘑菇石贴面。一、二层之间以水平的蘑菇石线脚分割，二层设露台。西南转角建有塔楼，底层以5跟石柱支撑，柱头刻有波浪形花纹，塔顶为圆顶，上方逐渐收缩，顶端为锥形。屋顶为敷设红色牛舌瓦的蒙莎屋顶，上开老虎窗。楼体与街道之间建有平台，以石墙围成庭院，围墙以相同大小的花岗岩石块间隔镂空搭砌而成，顶部为花岗岩条石。平台上可设遮阳伞与桌椅用于休憩。饭店内部铺设水磨石、木地板两种地面，设有木质旋转楼梯。一层为餐厅、咖啡厅、会客厅，二层设客房。
该建筑造型具有含蓄与沉稳的城堡格调，被认为具有自然和乡土化的特点，像是一座隐晦、非主流的温情夏日酒店。部分装饰被认为具有德国青年派特点。
该建筑塔顶部分曾被拆除，在2005年的修缮工作中根据旧照片复原。

## 图集
- 德占时期的侯爵饭店，东南面
- 德占时期的侯爵饭店
- 第一次日占时期的侯爵饭店旧址
- 《接收青岛纪念写真》收录的侯爵饭店旧址旧影
- 侯爵饭店旧址东南面，2015年1月
- 侯爵饭店旧址近景，2020年3月